# Regine Israel
Regine Israel (* 10. Dezember 1958) ist eine ehemalige deutsche Fußballspielerin.

## Karriere

### Vereine
Israel gehörte von 1974 bis 1985 dem TuS Wörrstadt als Mittelfeldspielerin an, mit dem sie am 8. September 1974 im Mainzer Bruchwegstadion das erste Finale um die Deutsche Meisterschaft bestritt. Die vom Bonner Schiedsrichter Walter Eschweiler geleitete Begegnung mit der DJK Eintracht Erle wurde mit 4:0 gewonnen; als 15-Jährige erzielte sie allein drei Tore. Auch bei der Premiere des DFB-Pokal-Wettbewerbs erreichte sie mit ihrer Mannschaft über das Achtel-, Viertel- und Halbfinale am 2. Mai 1981 das Finale, das im Stuttgarter Neckarstadion jedoch mit 0:5 gegen die SSG 09 Bergisch Gladbach verloren wurde. In der Saison 1990/91 gehörte sie dem TuS Niederkirchen an, der in der Gruppe Süd der Premierensaison der seinerzeit zweigleisigen Bundesliga spielte.

### Nationalmannschaft
Für die A-Nationalmannschaft bestritt sie zwei Länderspiele, wobei sie am 21. November 1984 beim 1:1-Unentschieden im Testspiel gegen die Nationalmannschaft der Niederlande mit Einwechslung für Silvia Neid in der 46. Minute debütierte. Ihren letzten Einsatz als Nationalspielerin bestritt sie am 1. Mai 1985 bei der 0:3-Niederlage im zweiten EM-Qualifikationsspiel der Gruppe 1 gegen die Nationalmannschaft Dänemarks.

## Erfolge
- Deutscher Meister 1974
- DFB-Pokal-Finalist 1981